# Џеси Спенсер
Џеси Гордон Спенсер (енгл. Jesse Gordon Spencer; рођен 12. фебруара 1979. у Мелбурну) је аустралијски глумац, познат по својој улози доктора Роберта Чејса, у ТВ серији Доктор Хаус.